# Liga Sudamericana 2016
La Liga Sudamericana 2016 è la 21ª edizione del secondo campionato tra club sudamericani organizzato dall'Asociación del Básquetbol Sudamericano (ABASU). La competizione è iniziata il 22 settembre 2016 con la fase a gironi e si è conclusa il 7 dicembre 2016.
Il Mogi das Cruzes si è laureato campione per la prima volta nella sua storia.

## Formula
Le 16 squadre partecipanti sono divise in quattro gironi, Le prime due squadre dei quattro avanzano alle semifinali. In questa fase, le otto squadre qualificate, vengono ancora divise in due giorni di quattro squadre ciascuno, solo la prima classificata di ogni girone passa alle Finals. Le Finals vengono giocate al meglio delle cinque gare. La vincitrice del torneo, si qualifica per l'edizione successiva della Liga Sudamericana.

## Squadre
| Fase a gironi | Fase a gironi             | Fase a gironi                                                                |
| Nazione       | Squadra                   | Metodo qualificazione                                                        |
| ------------- | ------------------------- | ---------------------------------------------------------------------------- |
| Argentina     | Ciclista Olímpico         | 2º posto nella Conferencia Norte della Liga Nacional de Básquet 2015-16      |
| Argentina     | Bahía Basket              | 2º posto nella Conferencia Sur della Liga Nacional de Básquet 2015-16        |
| Argentina     | Gimnasia de Comodoro      | Vincitrice del Torneo Súper 4 2015                                           |
| Bolivia       | Universidad San Simón     | Vincitrice della Liga Boliviana de Básquetbol Clausura 2015 ed Apertura 2016 |
| Brasile       | Mogi das Cruzes           | 3º posto nella stagione 2015-16 di Novo Basquete Brasil                      |
| Brasile       | UniCEUB Brasília          | 4º posto nella stagione 2015-16 di Novo Basquete Brasil                      |
| Brasile       | Paulistano                | 5º posto nella stagione 2015-16 di Novo Basquete Brasil                      |
| Cile          | Deportivo Valdivia        | Vincitrice della stagione 2015-16 della Liga Nacional de Básquetbol          |
| Cile          | Universidad de Concepción | 2º posto nella stagione 2015-16 della Liga Nacional de Básquetbol            |
| Colombia      | Búcaros de Santander      | Vincitrice della Liga Colombiana de Baloncesto 2015-II                       |
| Perù          | Regatas Lima              | Vincitrice della Liga Nacional de Basketball 2015                            |
| Uruguay       | Hebraica Macabi           | Vincitrice della stagione 2015-16 della Liga Uruguaya de Básquetbol          |
| Uruguay       | Defensor Sporting         | 2º posto nella stagione 2015-16 della Liga Uruguaya de Básquetbol            |
| Uruguay       | Trouville                 | 3º posto nella stagione 2015-16 della Liga Uruguaya de Básquetbol            |
| Venezuela     | Guaros de Lara            | Vincitrice della Liga Nacional de Baloncesto 2015                            |
| Venezuela     | Gigantes de Guayana       | Invitato dalla FIBA Americas                                                 |

## Fase a gironi

### Gruppo A
Località: Comodoro Rivadavia, Argentina

| Pos | Squadra                  | G | V | P | PF  | PS  | DP  | Pt | Qualificazione              |
| --- | ------------------------ | - | - | - | --- | --- | --- | -- | --------------------------- |
| 1   | Mogi das Cruzes          | 3 | 3 | 0 | 269 | 227 | +42 | 6  | Qualificate alle semifinali |
| 2   | Gimnasia de Comodoro (H) | 3 | 2 | 1 | 274 | 247 | +27 | 5  | Qualificate alle semifinali |
| 3   | Defensor Sporting        | 3 | 1 | 2 | 256 | 241 | +15 | 4  | Eliminate                   |
| 4   | Regatas Lima             | 3 | 0 | 3 | 210 | 294 | −84 | 3  | Eliminate                   |

| Giorno       | Orario | Squadra 1            | Risultato | Squadra 2            |
| ------------ | ------ | -------------------- | --------- | -------------------- |
| 20 settembre | 19:15  | Mogi das Cruzes      | 78 – 72   | Defensor Sporting    |
| 20 settembre | 21:30  | Gimnasia de Comodoro | 97 – 69   | Regatas Lima         |
| 21 settembre | 19:15  | Regatas Lima         | 69 – 95   | Mogi das Cruzes      |
| 21 settembre | 21:30  | Defensor Sporting    | 82 – 91   | Gimnasia de Comodoro |
| 22 settembre | 19:15  | Regatas Lima         | 72 – 102  | Defensor Sporting    |
| 22 settembre | 21:30  | Gimnasia de Comodoro | 86 – 96   | Mogi das Cruzes      |

Nota: Tutti gli orari fanno riferimento al fuso orario UTC-3.

### Gruppo B
Località: Valdivia, Cile

| Pos | Squadra                  | G | V | P | PF  | PS  | DP  | Pt | Qualificazione              |
| --- | ------------------------ | - | - | - | --- | --- | --- | -- | --------------------------- |
| 1   | Bahía Basket             | 3 | 2 | 1 | 245 | 201 | +44 | 5  | Qualificate alle semifinali |
| 2   | Hebraica Macabi          | 3 | 2 | 1 | 241 | 224 | +17 | 5  | Qualificate alle semifinali |
| 3   | Deportivo Valdivia (H)   | 3 | 2 | 1 | 221 | 243 | −22 | 5  | Eliminate                   |
| 4   | Universidad de San Simón | 3 | 0 | 3 | 200 | 239 | −39 | 3  | Eliminate                   |

Tie-break: Bahía Basket (Pun: 3; Diff: +29) – Hebraica Macabi (Pun: 3; Diff: +1) – Deportivo Valdivia (Pun: 3; Diff: -30)
| Giorno       | Orario | Squadra 1                | Risultato | Squadra 2                |
| ------------ | ------ | ------------------------ | --------- | ------------------------ |
| 27 settembre | 18:45  | Bahía Basket             | 68 – 74   | Hebraica Macabi          |
| 27 settembre | 21:00  | Deportivo Valdivia       | 73 – 65   | Universidad de San Simón |
| 28 settembre | 18:45  | Universidad de San Simón | 63 – 78   | Bahía Basket             |
| 28 settembre | 21:00  | Hebraica Macabi          | 79 – 84   | Deportivo Valdivia       |
| 29 settembre | 18:45  | Hebraica Macabi          | 88 – 72   | Universidad de San Simón |
| 29 settembre | 21:00  | Deportivo Valdivia       | 64 – 79   | Bahía Basket             |

Nota: Tutti gli orari fanno riferimento al fuso orario UTC-3.

### Gruppo C
Località: Barquisimeto, Venezuela

| Pos | Squadra                | G | V | P | PF  | PS  | DP  | Pt | Qualificazione              |
| --- | ---------------------- | - | - | - | --- | --- | --- | -- | --------------------------- |
| 1   | Paulistano             | 3 | 3 | 0 | 258 | 207 | +51 | 6  | Qualificate alle semifinali |
| 2   | Guaros de Lara (H)     | 3 | 2 | 1 | 232 | 214 | +18 | 5  | Qualificate alle semifinali |
| 3   | Trouville              | 3 | 1 | 2 | 226 | 237 | −11 | 4  | Eliminate                   |
| 4   | Bucaros de Bucaramanga | 3 | 0 | 3 | 181 | 239 | −58 | 3  | Eliminate                   |

| Giorno    | Orario | Squadra 1              | Risultato | Squadra 2              |
| --------- | ------ | ---------------------- | --------- | ---------------------- |
| 4 ottobre | 17:15  | Paulistano             | 81 – 66   | Trouville              |
| 4 ottobre | 19:30  | Guaros de Lara         | 70 – 46   | Bucaros de Bucaramanga |
| 5 ottobre | 17:15  | Bucaros de Bucaramanga | 63 – 87   | Paulistano             |
| 5 ottobre | 19:30  | Trouville              | 78 – 84   | Guaros de Lara         |
| 6 ottobre | 17:15  | Trouville              | 82 – 72   | Bucaros de Bucaramanga |
| 6 ottobre | 19:30  | Guaros de Lara         | 78 – 90   | Paulistano             |

Nota: Tutti gli orari fanno riferimento al fuso orario UTC-4:30.

### Gruppo D
Località: La Banda, Argentina

| Pos | Squadra                   | G | V | P | PF  | PS  | DP  | Pt | Qualificazione              |
| --- | ------------------------- | - | - | - | --- | --- | --- | -- | --------------------------- |
| 1   | Ciclista Olímpico (H)     | 3 | 3 | 0 | 267 | 198 | +69 | 6  | Qualificata alle semifinali |
| 2   | UniCEUB Brasília          | 3 | 2 | 1 | 247 | 219 | +28 | 5  | Qualificata alle semifinali |
| 3   | Gigantes de Guayana       | 3 | 1 | 2 | 222 | 250 | −28 | 4  | Eliminata                   |
| 4   | Universidad de Concepción | 3 | 0 | 3 | 203 | 272 | −69 | 3  | Eliminata                   |

| Giorno     | Orario | Squadra 1                 | Risultato | Squadra 2                 |
| ---------- | ------ | ------------------------- | --------- | ------------------------- |
| 11 ottobre | 19:15  | Brasília                  | 86 – 64   | Gigantes de Guayana       |
| 11 ottobre | 21:30  | Ciclista Olímpico         | 90 – 61   | Universidad de Concepción |
| 12 ottobre | 19:15  | Universidad de Concepción | 69 – 91   | Brasília                  |
| 12 ottobre | 21:30  | Gigantes de Guayana       | 67 – 91   | Ciclista Olímpico         |
| 13 ottobre | 19:15  | Universidad de Concepción | 73 – 91   | Gigantes de Guayana       |
| 13 ottobre | 21:30  | Ciclista Olímpico         | 86 – 70   | Brasília                  |

Nota: Tutti gli orari fanno riferimento al fuso orario UTC-3.

## Semifinali
| Semifinaliste              | Semifinaliste         | Semifinaliste         | Semifinaliste           |
| -------------------------- | --------------------- | --------------------- | ----------------------- |
| Mogi das Cruzes (1ºA)      | Bahía Basket (1°B)    | Paulistano (1 °C)     | Ciclista Olímpico (1ºD) |
| Gimnasia de Comodoro (2ºA) | Hebraica Macabi (2°B) | Guaros de Lara (2 °C) | UniCEUB Brasília (2ºD)  |

### Gruppo E
Località: La Banda, Argentina

| Pos | Squadra               | G | V | P | PF  | PS  | DP  | Pt | Qualificazione          |
| --- | --------------------- | - | - | - | --- | --- | --- | -- | ----------------------- |
| 1   | Bahía Basket          | 3 | 3 | 0 | 248 | 214 | +34 | 6  | Qualificata alla finale |
| 2   | Ciclista Olímpico (H) | 3 | 2 | 1 | 271 | 222 | +49 | 5  | Eliminate               |
| 3   | UniCEUB Brasília      | 3 | 1 | 2 | 237 | 245 | −8  | 4  | Eliminate               |
| 4   | Guaros de Lara        | 3 | 0 | 3 | 224 | 299 | −75 | 3  | Eliminate               |

| Giorno     | Orario | Squadra 1         | Risultato | Squadra 2         |
| ---------- | ------ | ----------------- | --------- | ----------------- |
| 1 novembre | 20:15  | Brasília          | 58 – 71   | Bahía Basket      |
| 1 novembre | 22:30  | Ciclista Olímpico | 102 – 73  | Guaros de Lara    |
| 2 novembre | 20:15  | Guaros de Lara    | 77 – 100  | Brasília          |
| 2 novembre | 22:30  | Bahía Basket      | 80 – 72   | Ciclista Olímpico |
| 3 novembre | 20:15  | Guaros de Lara    | 84 – 97   | Bahía Basket      |
| 3 novembre | 22:30  | Ciclista Olímpico | 97 – 79   | Brasília          |

Nota: Tutti gli orari fanno riferimento al fuso orario UTC-3.

### Gruppo F
Località: Maldonado, Uruguay

| Pos | Squadra              | G | V | P | PF  | PS  | DP  | Pt | Qualificazione          |
| --- | -------------------- | - | - | - | --- | --- | --- | -- | ----------------------- |
| 1   | Mogi das Cruzes      | 3 | 3 | 0 | 248 | 195 | +53 | 6  | Qualificata alla finale |
| 2   | Hebraica Macabi (H)  | 3 | 2 | 1 | 237 | 237 | 0   | 5  | Eliminate               |
| 3   | Paulistano           | 3 | 1 | 2 | 211 | 234 | −23 | 4  | Eliminate               |
| 4   | Gimnasia de Comodoro | 3 | 0 | 3 | 222 | 252 | −30 | 3  | Eliminate               |

| Giorno     | Orario | Squadra 1            | Risultato | Squadra 2            |
| ---------- | ------ | -------------------- | --------- | -------------------- |
| 7 novembre | 19:15  | Mogi das Cruzes      | 86 – 67   | Aguada               |
| 7 novembre | 21:30  | Hebraica Macabi      | 79 – 75   | Paulistano           |
| 8 novembre | 19:15  | Paulistano           | 59 – 80   | Mogi das Cruzes      |
| 8 novembre | 21:30  | Gimnasia de Comodoro | 80 – 89   | Hebraica Macabi      |
| 9 novembre | 19:15  | Paulistano           | 77 – 75   | Gimnasia de Comodoro |
| 9 novembre | 21:30  | Hebraica Macabi      | 69 – 82   | Mogi das Cruzes      |

Nota: Tutti gli orari fanno riferimento al fuso orario UTC-3.

## Finale
| Squadra 1      | Totale | Squadra 2    | Gara 1  | Gara 2  | Gara 3  | Gara 4 | Gara 5 |
| -------------- | ------ | ------------ | ------- | ------- | ------- | ------ | ------ |
| Mogi da Cruzes | 3 – 0  | Bahía Basket | 77 – 72 | 80 – 77 | 84 – 81 | –      | –      |

### Gara-1
| Arbitri: | Roberto Vazquez Daniel Alberto Garcia Nieves Sebastian Andres Negron Rebolledo |

|                                   |            |                                      |
| Stallworth 25 Taylor 18 Torres 15 | Punti      | 18 Johnson, Redivo 13 Jasen 8 Vaulet |
| Taylor 6                          | Assist     | 4 Redivo, Whelan                     |
| Torres 11                         | Rimbalzi   | 9 Levy                               |
| Jorge Guerra                      | Allenatori | Sebastián Ginóbili                   |

### Gara-2
| Arbitri: | Roberto Vazquez Andres Gaston Bartel Maina Daniel Alberto Garcia Nieves |

|                                    |            |                              |
| Curnell 23 Torres 18 Stallworth 14 | Punti      | 20 Levy 16 Redivo 15 Johnson |
| Taylor 7                           | Assist     | 6 Whelan                     |
| Curnell 9                          | Rimbalzi   | 10 Johnson                   |
| Jorge Guerra                       | Allenatori | Sebastián Ginóbili           |

### Gara-3
| Arbitri: | Jorge Vazquez Roberto Vazquez Alejandro Sanchez |

|                              |            |                                                 |
| Vaulet 20 Johnson 17 Levy 11 | Punti      | 23 Curnell 21 Stallworth 14 de Oliveira, Torres |
| Fjellerup, Jasen, Vaulet 3   | Assist     | 6 Taylor                                        |
| Vaulet 9                     | Rimbalzi   | 9 Curnell                                       |
| Sebastián Ginóbili           | Allenatori | Jorge Guerra                                    |

| Quintetto titolare | Quintetto titolare | Quintetto titolare | Pt   | Rim  | Ass  |
| ------------------ | ------------------ | ------------------ | ---- | ---- | ---- |
| P                  | 9                  | Gaston Whelan      | 10   | 6    | 3    |
| P                  | 12                 | Lucio Redivo       | 9    | 3    | 2    |
| AP                 | 7                  | Juan Pablo Vaulet  | 20   | 9    | 0    |
| AC                 | 6                  | Jamaal Levy        | 11   | 3    | 0    |
| C                  | 32                 | Anthony Johnson    | 17   | 6    | 2    |
| Panchina:          |                    |                    |      |      |      |
| GA                 | 2                  | Máximo Fjellerup   | 6    | 2    | 3    |
| AP                 | 5                  | Hernán Jasen       | 5    | 3    | 3    |
| AP                 | 8                  | Martín Fernández   | 0    | 1    | 0    |
| C                  | 15                 | Francisco Filippa  | 0    | 0    | 0    |
| P                  | 17                 | Facundo Corvalán   | 3    | 2    | 1    |
| P                  | 20                 | Fermín Thygesen    | 0    | 0    | 0    |
| A                  | 22                 | Ariel Ramos        | n.e. | n.e. | n.e. |
| Allenatore:        |                    |                    |      |      |      |
| Sebastián Ginóbili |                    |                    |      |      |      |

| Bahía Basket |  | Mogi das Cruzes |

| Bahía Basket  | Statistiche        | Mogi das Cruzes |
| ------------- | ------------------ | --------------- |
|               | Statistiche        |                 |
| 25/42 (59.5%) | Tiro da 2          | 17/28 (60.7%)   |
| 3/27 (11.1%)  | Tiro da 3          | 12/29 (41.4%)   |
| 22/28 (78.6%) | Tiri liberi        | 14/22 (63.3%)   |
| 14            | Rimbalzi offensivi | 8               |
| 23            | Rimbalzi difensivi | 30              |
| 37            | Rimbalzi totali    | 38              |
| 14            | Assist             | 19              |
| 8             | Palle perse        | 15              |
| 9             | Palle rubate       | 3               |
| 1             | Stoppate           | 0               |
| 28            | Falli              | 26              |

| Quintetto titolare | Quintetto titolare | Quintetto titolare | Pt   | Rim  | Ass  |
| ------------------ | ------------------ | ------------------ | ---- | ---- | ---- |
| P                  | 10                 | Larry Taylor       | 12   | 2    | 6    |
| G                  | 0                  | Shamell Stallworth | 21   | 6    | 5    |
| AP                 | 43                 | Jimmy de Oliveira  | 14   | 7    | 2    |
| AG                 | 19                 | Tyrone Curnell     | 23   | 9    | 1    |
| C                  | 11                 | Caio Torres        | 14   | 7    | 3    |
| Panchina:          |                    |                    |      |      |      |
| AG                 | 1                  | Fernando Calvi     | 0    | 1    | 0    |
| P                  | 5                  | Elio Neto          | 0    | 0    | 1    |
| A                  | 6                  | Gerson Júnior      | n.e. | n.e. | n.e. |
| P                  | 9                  | Vithor Silva       | 0    | 0    | 1    |
| AG                 | 10                 | Fabricio Oliveira  | 0    | 1    | 0    |
| G                  | 11                 | Guilherme Filipin  | 0    | 2    | 0    |
| G                  | 32                 | Guilherme Lessa    | n.e. | n.e. | n.e. |
| Allenatore:        |                    |                    |      |      |      |
| Jorge Guerra       |                    |                    |      |      |      |